# 와키 아즈미
와키 아즈미(일본어: 和氣 あず未 わき あずみ[*], 1994년 9월 8일 ~ )는 도쿄배우생활협동조합 소속인 일본의 여성 성우이다. 가수이기도 하다. 도쿄도 출신.

## 출연 작품

### 극장판
- 2024년 데드데드 데몬즈 디디디디 디스트럭션 - 타케모토 후타바 역